# 장 뤽 산도스

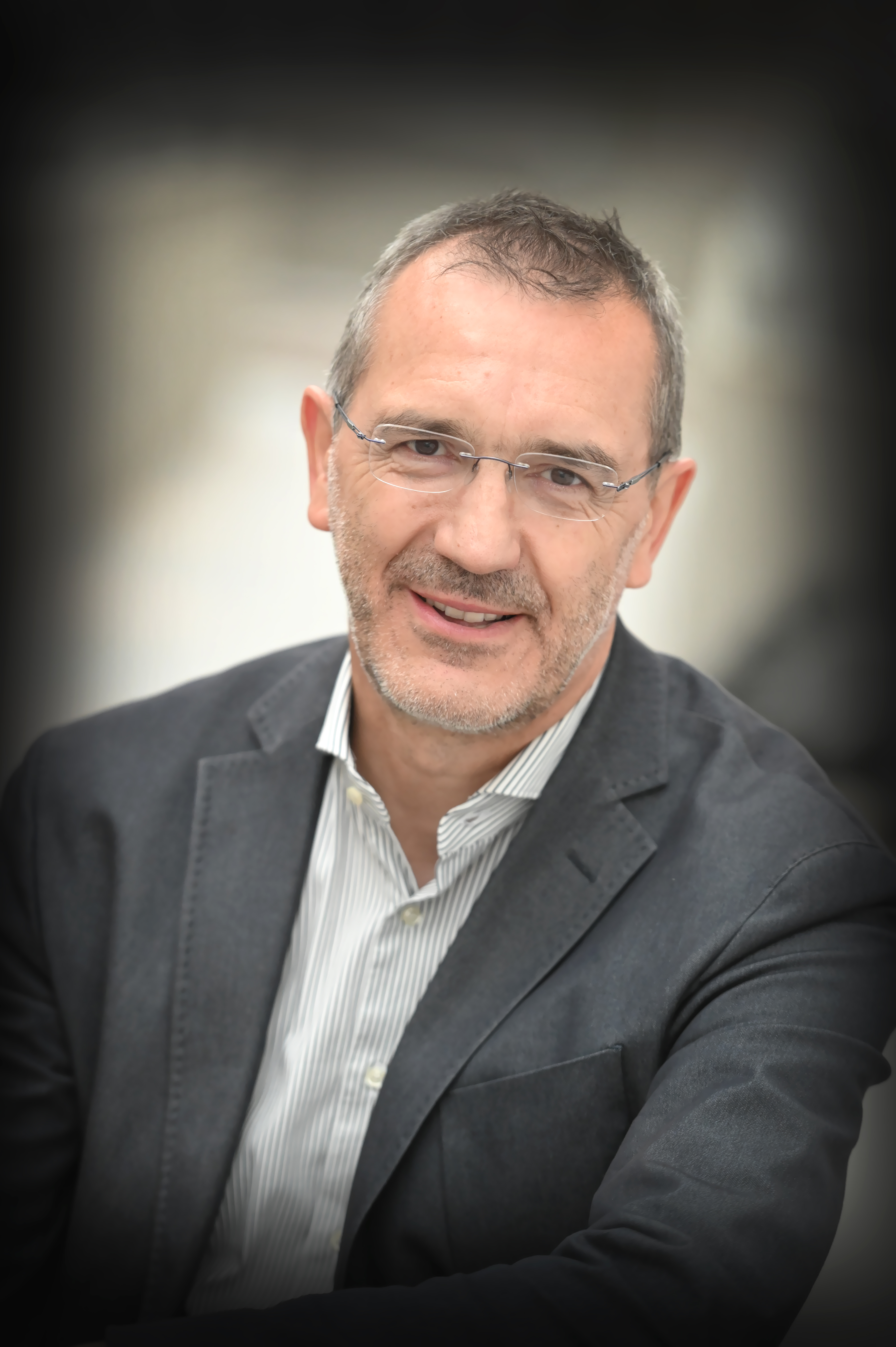
장 뤽 산도스 (2019)

장 뤽 산도스(Jean-Luc Sandoz, 1960년 ~ )는 프랑스계 스위스 엔지니어로 처음에는 연구원으로 일하다가 강사로, 지금은 기업가로 일하고 있다. 기업가로서 그는 엔지니어링, 산업화, 목재 건설 및 전문 조사 분야에서 여러 회사를 설립했으며 주로 목제를 활용한 산업을 했다.

## 개인사
오 두브(Haut-Doubs) 부서 농가의 아들로 태어나 목수 견습 과정을 통해 목재를 재료로 사용하는 것을 익혔다. 견습을 마친 후 가구 제작자로 훈련을 받은 후 Mouchard 목재 학교에서 공부를 했고 1976년 목재 건축 기술로 졸업했다.
1983년부터 에피날의 École Nationale Supérieure des Technologies et Industries du Bois (ENSTIB)에서 공학 교육을 받고 학위를 취득한 후 로잔 연방 공과대학교 (École Polytechnique Fédérale de) 에서 목재 건축 조교로 일을 했다. 1985년 로잔 (EPFL)에서 EPFL 목재 구조 연구소인 Ibois에서 Julius Natterer 와 함께 박사 학위 논문을 연구했다. 1990년에 그는 목재의 선택과 신뢰성을 위한 초음파 방법을 평가하는 법 을 주제로 박사 학위를 받았다.
장 뤽 산도스(Jean-Luc Sandoz)는 기혼이다.

## 경력

### 연구 및 교육
1993년 장 뤽 산도스는 장 클로드 바두(Jean-Claude Badoux)에 의해 Julius Natterer 의 목조 구조 조교수로 임명되었다. 이 직위는 Natterer가 이끄는 Institut Ibois를 위해 새로 만들어졌다. 그곳에서 산도스는 두 가지 핵심 주제, 즉 목재의 기계적 품질을 측정하기 위한 부드러운 기술과 더 큰 효과를 달성하기 위한 목재 구조의 정적 최적화에 중점을 두었다. 이러한 맥락에서 그와 Julius Natterer 및 다른 공동 저자들은 1996년에 13번째 논문을 발표했다. Traité de Génie Civil de l'École polytechnique fédérale de Lausanne 시리즈의 Holzbau 볼륨은 이후 여러 가지 새로운 버전을 출시했다.
1996년 그는 EPFL에서 열린 제10회 목재 연구를 위한 비파괴 기술 국제 심포지엄의 공동 책임자였으며, 이 심포지엄에는 처음으로 구 동구권의 연구자들이 대규모로 참여했다. 1998년에 그는 몽트뢰 의회 센터에서 열린 제5차 목재공학 세계회의(WCTE)를 이끌었고 1000명 이상이 참석했다. Julius Natterer 및 Roland Schweitzer와 함께 산도스는 공학 및 건축학 도를 위한 목재 건축 대학원 과정을 설계했으며 1988년부터 정기적으로 강의를 해왔고 특히 초음파를 이용한 검사 방법에 대한 그의 연구는 국제적으로 인정받고 있다.
장 뤽 산도스는 EPFL에서의 연구 및 교육과 병행하여 초음파를 사용하여 목재의 특성을 분석하는 장치인 실바테스트 (Sylvatest)에 대한 특허 및 응용 프로그램인 K-Store & Polux 폴룩스 (기술)에 대한 특허를 포함하여 여러 특허를 출원했다. 주로 전원이나 전화 케이블에 사용되는 기둥과 같은 나무 기둥의 손상 정도를 테스트를 진행한다. 목조 건축 분야에서 그는 목재 또는 합성 천장 뿐만 아니라 Ariane 요소와 같이 충격이 큰 목재로 만든 조립 및 구조 요소에 대한 여러 특허를 보유하고 있다.
1999년에 장 뤽 산도스는 대학 연구를 접고 현재 두 개의 엔지니어링 사무실에서 더 흥미를 가지고 일했지만 2004년까지 EPFL 에서 강사로 꾸준히 가르쳐왔다. 그는 또한 Université de Lorraine, ENSTIB, Center de Hautes Études de la Construction,  École d'Architecture de Paris Val de Seine, École d'Architecture de Paris La Villette, École d'Architecture de Paris Belleville에서 교수직을 역임했다. 또한 컨퍼런스에 연사로 참석하고 있다. 그는 스위스와 캐나다의 퀘벡 숲 학술 토론회를 이끄는 일과 동시에 독일의 Forum Holzbau(IHF)와 프랑스의 Holzbauforum(FBC ), 스페인의 Forum Lignomad, Namur의 Salon bois(벨기에), Salon bois de Bulle의 초청 연사였다.
그의 전문 분야는 목재 재료부터 혁신적인 구조의 적용, 품질 및 신뢰성에 대한 기본적인 지식부터 비파괴 목재 측정을 위한 신기술까지 다양하다.

### 기업가로서의 활동
1991년 산드로는 로잔에 엔지니어링 회사인 Concept Bois Structure(CBS)를 설립했으며,  몇 년 후 Saint-Sulpice VD 에 초음파 테스트를 전문으로 하는 Concept Bois Technologie SA(CBT)라는 회사를 설립했다. 2005년에 그는 사부아 (Savoie) 지역에 에코팀(Ecotim)이라는 회사를 설립했다. 이 회사는 목재 건축 시스템의 산업 조립식 제작을 다루고 있으며 이후 목재 건축 회사인 리프팀 (Lifteam)을 설립했다. 언론인 Jonas Tophoven는 리프팀 (Lifteam)은 프랑스 최고의 목재 건설 회사 중 하나라 할 정도의 수준으로 회사를 키웠다 (2020년 기준).  2011년에는 CBS사의 독일 지점이 추가됐고, 2012년에는 CBS 본사를 파리로 옮겼다. 2015년 산도스는 CBS Guyane과 함께 남미에 진출했고 현재 CBS-CBT 회사에는 100명이 넘는 직원이 일하고 있다. 그리고 장 뤽 산드로는 회사 그룹의 CEO 로 일하고 있다.

### 생태 사업

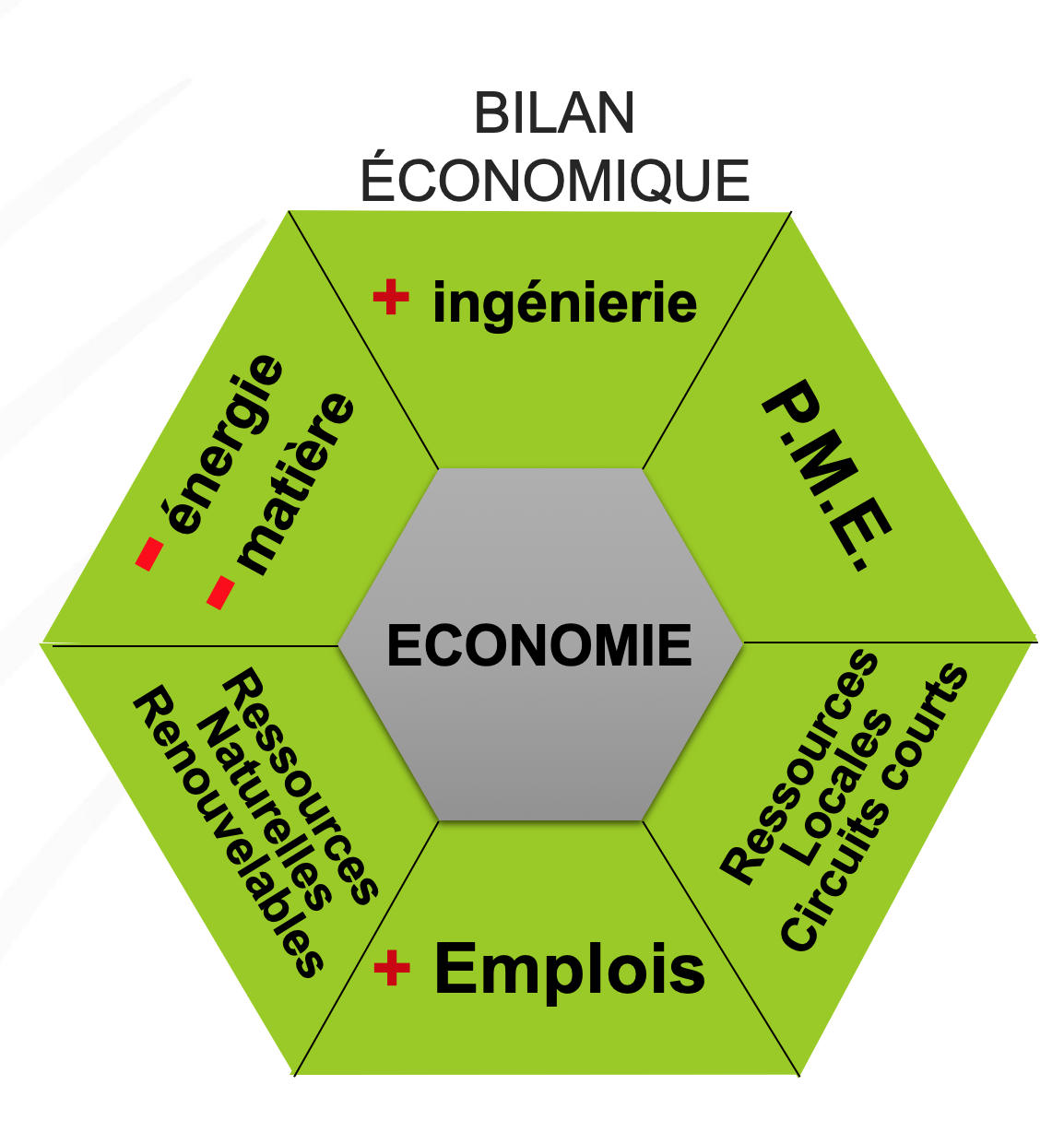
더 발전한 기술, 더 적은 재료, 더 많은 일자리, 더 적은 에너지 낭비

장 뤽 산드로는 업무의 일환으로 기후 보호, 특히 생태학적, 경제적 요인을 고려하여 가능한 한 지역적의 자원 사용을 계획하는 데 전념하고 있다.
그는 Union Internationale pour la 자연 보존 협회의 과학 전문가들에 의해 선구자이며 이 연합은 스위스에 본부를 둔 비정부기구이다.

최대한 접착제 없이 현지 목재로 만들고, 재생 가능한 유기농 건축 자재라 하더라도 원자재가 낭비되지 않도록 건축 목적에 맞게 최적화하는 목재 시스템에 대한 그의 노력과 철학이 담겨있다.

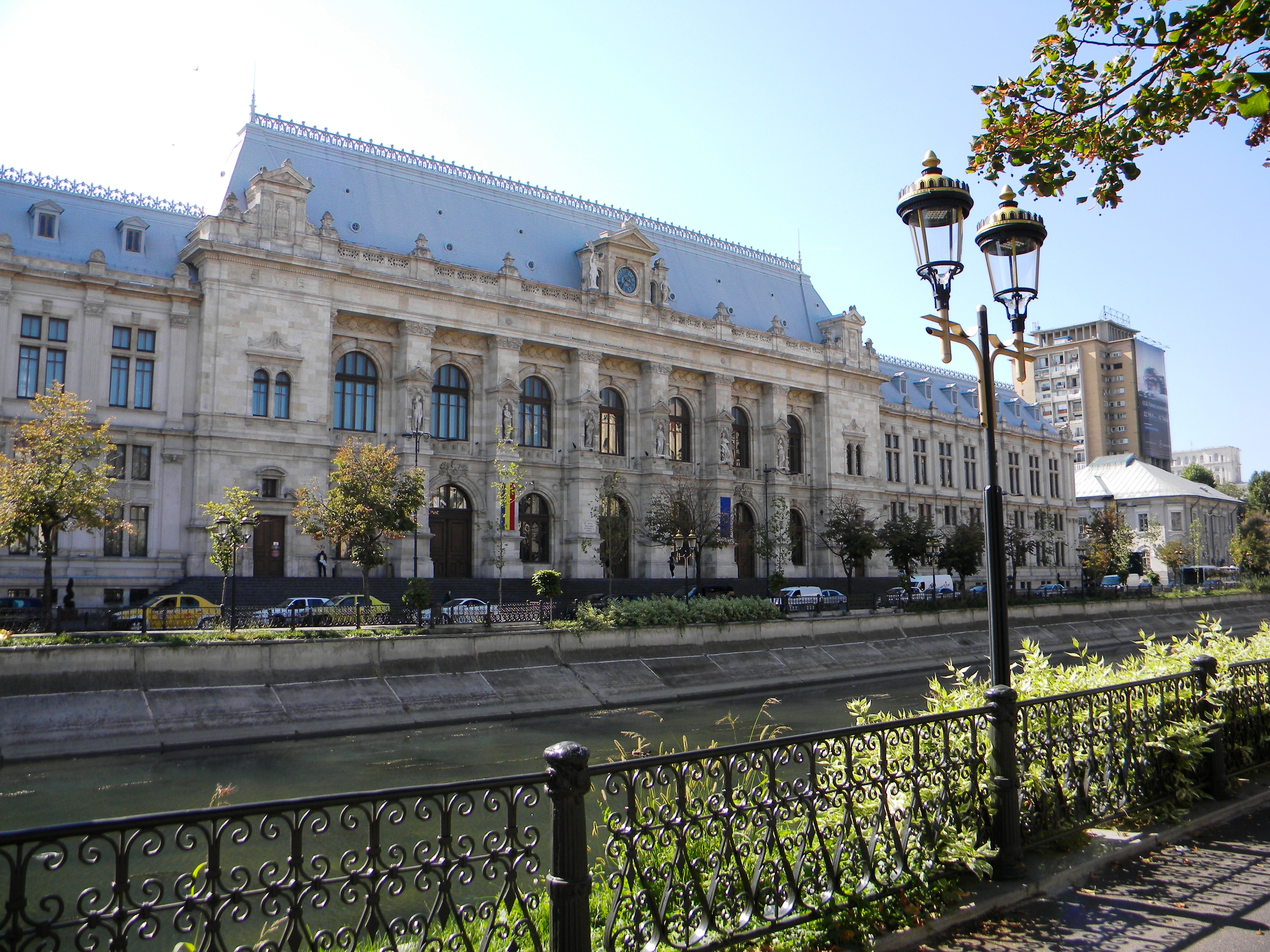
정의의 궁전(부쿠레슈티)
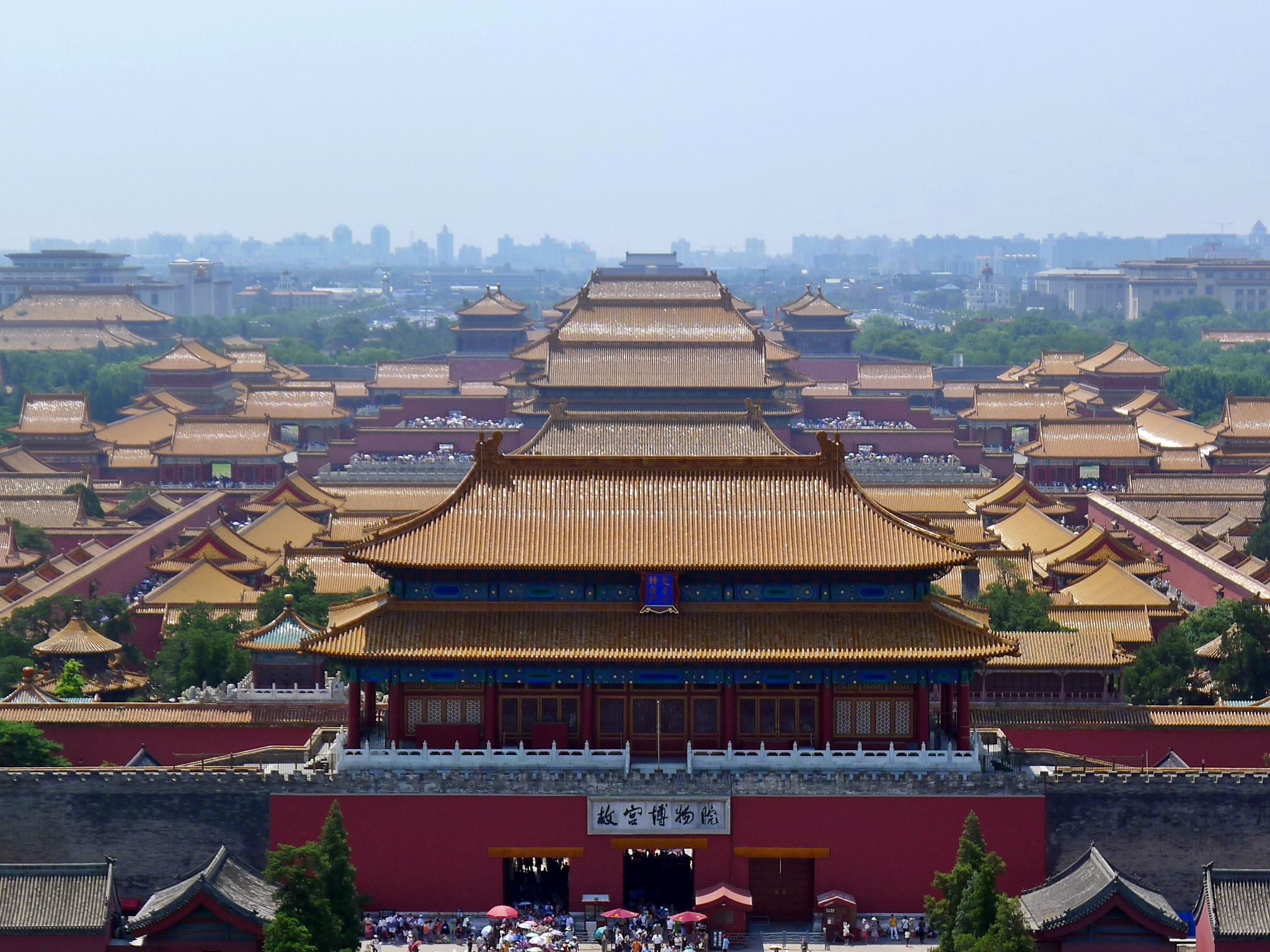
섹션의자금성

산드로는 강의에서 항상 “목재는 재생 가능한 재료이지만 사람들이 목재를 낭비하거나 건강에 해로운 제품에 담그도록 조장해서는 안 된다” 고 가르치고 목재 산업에서 목재 가공에서 발생하는 부가가치가 저임금 국가로 이전 될 수 없는 일자리와 사회적 혜택을 보장한다고 강조한다.

## 구조 검사
- 2002: 루마니아 부쿠레슈티에 있는 법원 의 모든 목조 구조물에 대한 감사.
- 2006~2007년: 2008년 중국 하계 올림픽을 앞두고 베이징 자금성 황실의 목조 구조물 검사.
- 2020: Icade 부동산 회사의 Calq 건축 회사와 함께 Entrepôts des magasins généraux de Paris 복원과 관련된 오크 빔 기둥 진단 및 보강 기술 설계 및 구현.[15]

## 실현된 건물
- 2002: Expo.02 를 계기로 Batigroup 사와 함께 Neuchâtel 호수와 Biel 호수에 임시 전시관을 위한 해상 플랫폼을 설계 및 건설했다. 그는 행사가 끝난 후 해체되어 재사용될 현지 목재로 만든 구조물을 계획했다.
- 2017: JAG Architecture 기관과 함께 Office national des forêts (프랑스 국립 삼림청 ) 및 Institut technologique FCBA(프랑스 기술 연구소)가 프랑스 우주국 Center national d'를 위해 프랑스령 기아나의 Kourou 근처 우주공항을 설계. 공간 연습 (CNES). 4층짜리 목조 구조물에는 아마존 숲의 현지 목재가 사용되었다.[16]
- 2019: 조립식 목재 구조로 로잔 캠퍼스 Vortex 외관을 마감. 2020년에 Vortex 건물은 로잔에서 개최되는 2020 동계 청소년 올림픽의 올림픽 선수촌으로 사용되었다. 올림픽이 끝난 이후에는 학생 기숙사 로 사용되었다.
- 2021년 : 제10회 임시강당 건립 프랑스 국제 목재 건축 포럼, ArtBuild의 Steven Ware 디자인을 바탕으로 임시 Grand Palais Éphémère 에 있는 Forum International Bois Construction이다 .

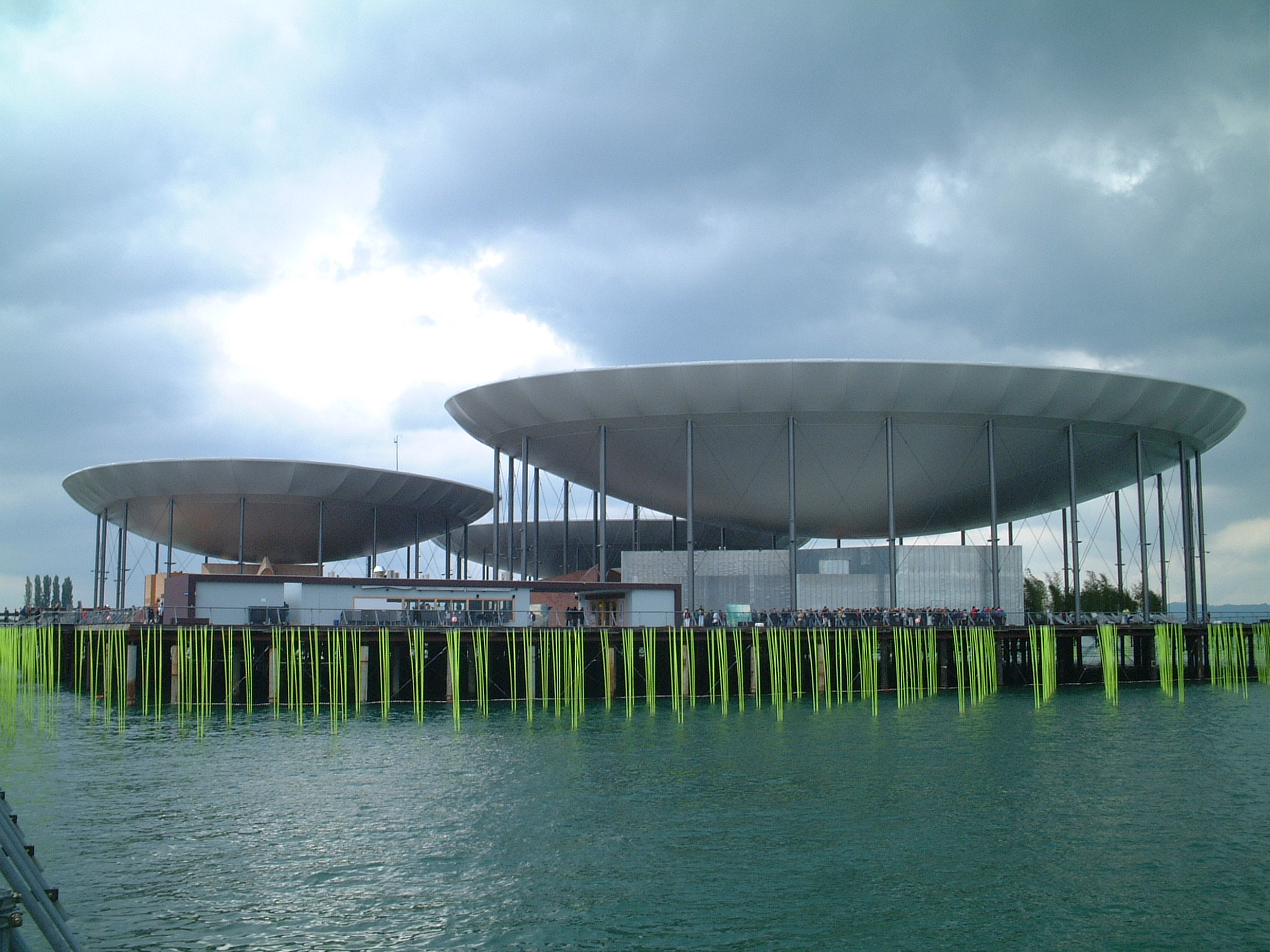
엑스포 02:뉴샤텔 호수의 플랫폼
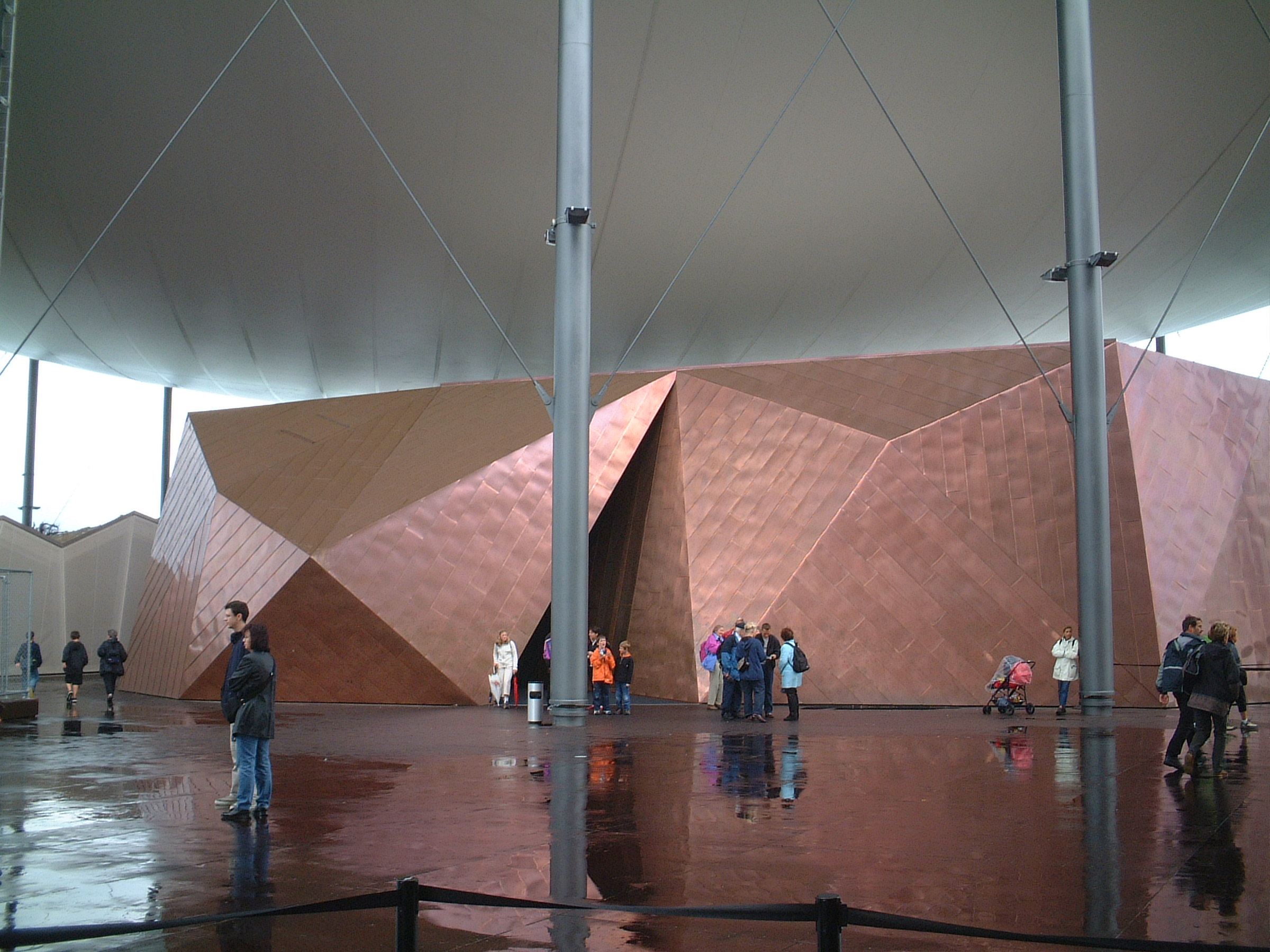
엑스포 02
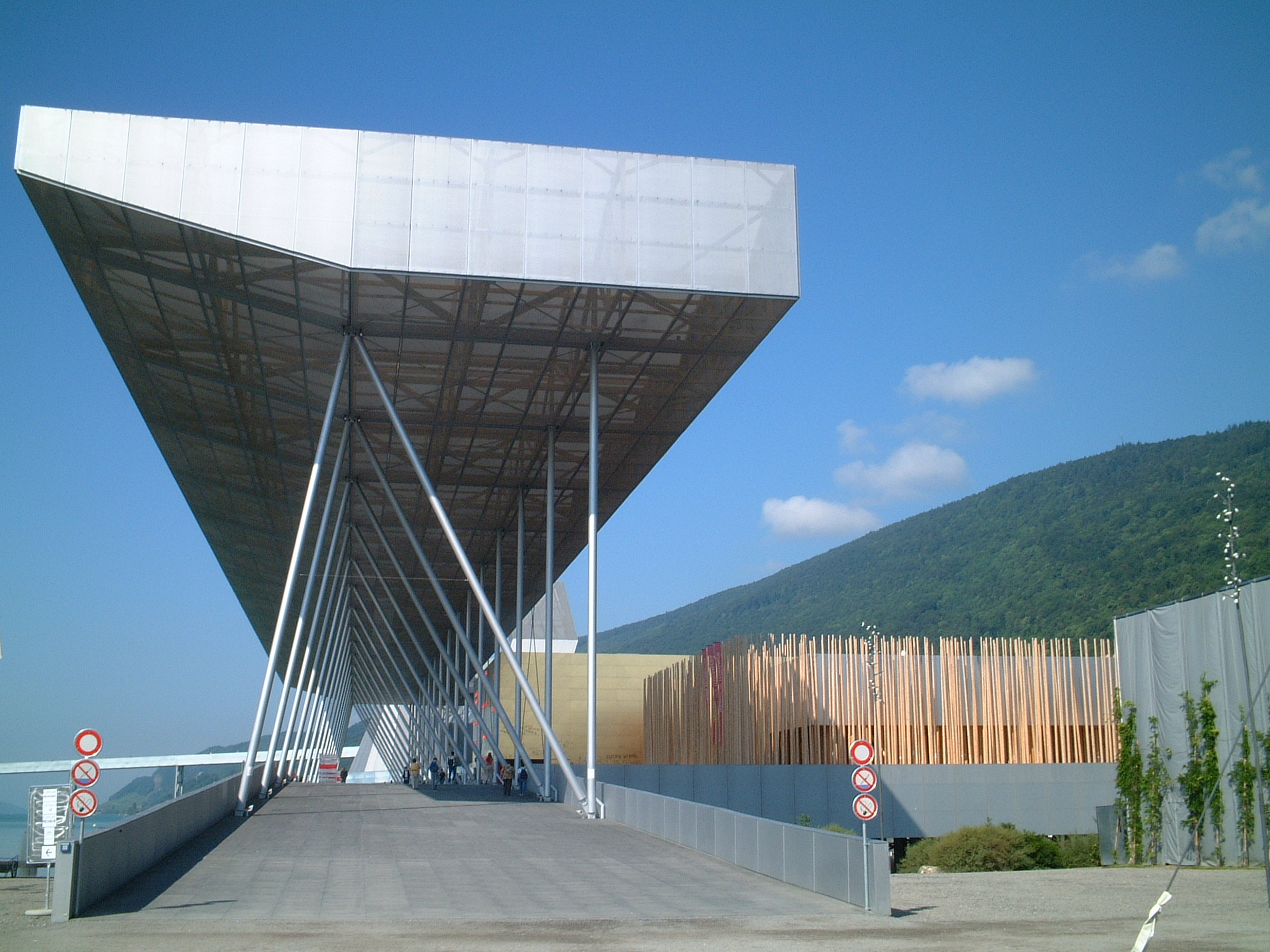
엑스포 02
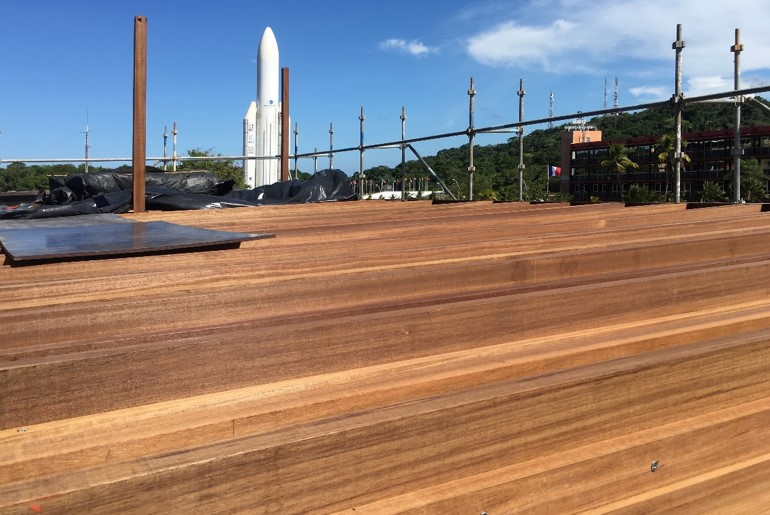
중앙 국립 d'études spacees을 분리쿠루사진 촬영우주공항
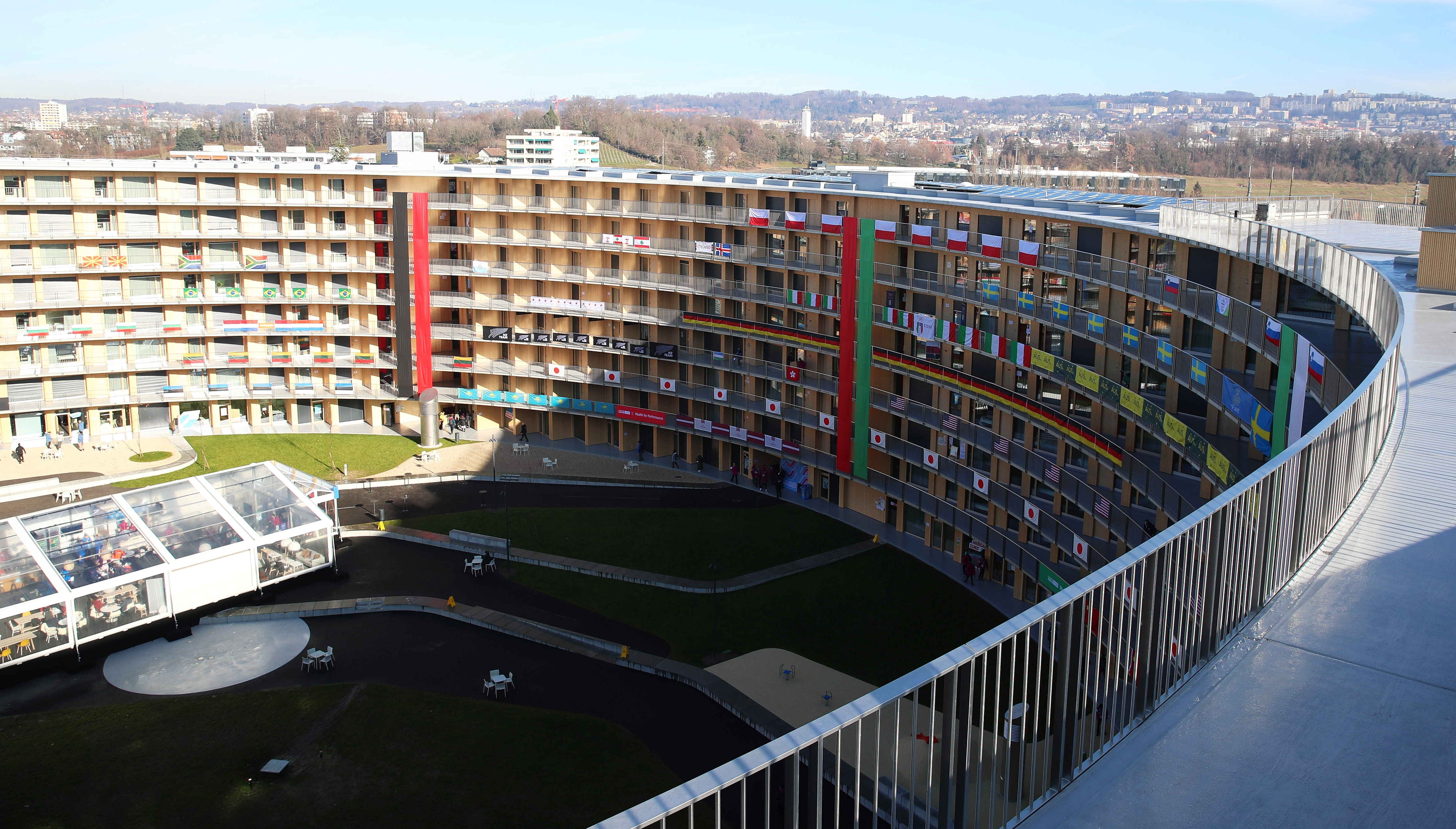
와동교육로잔 캠퍼스의 종류 분류
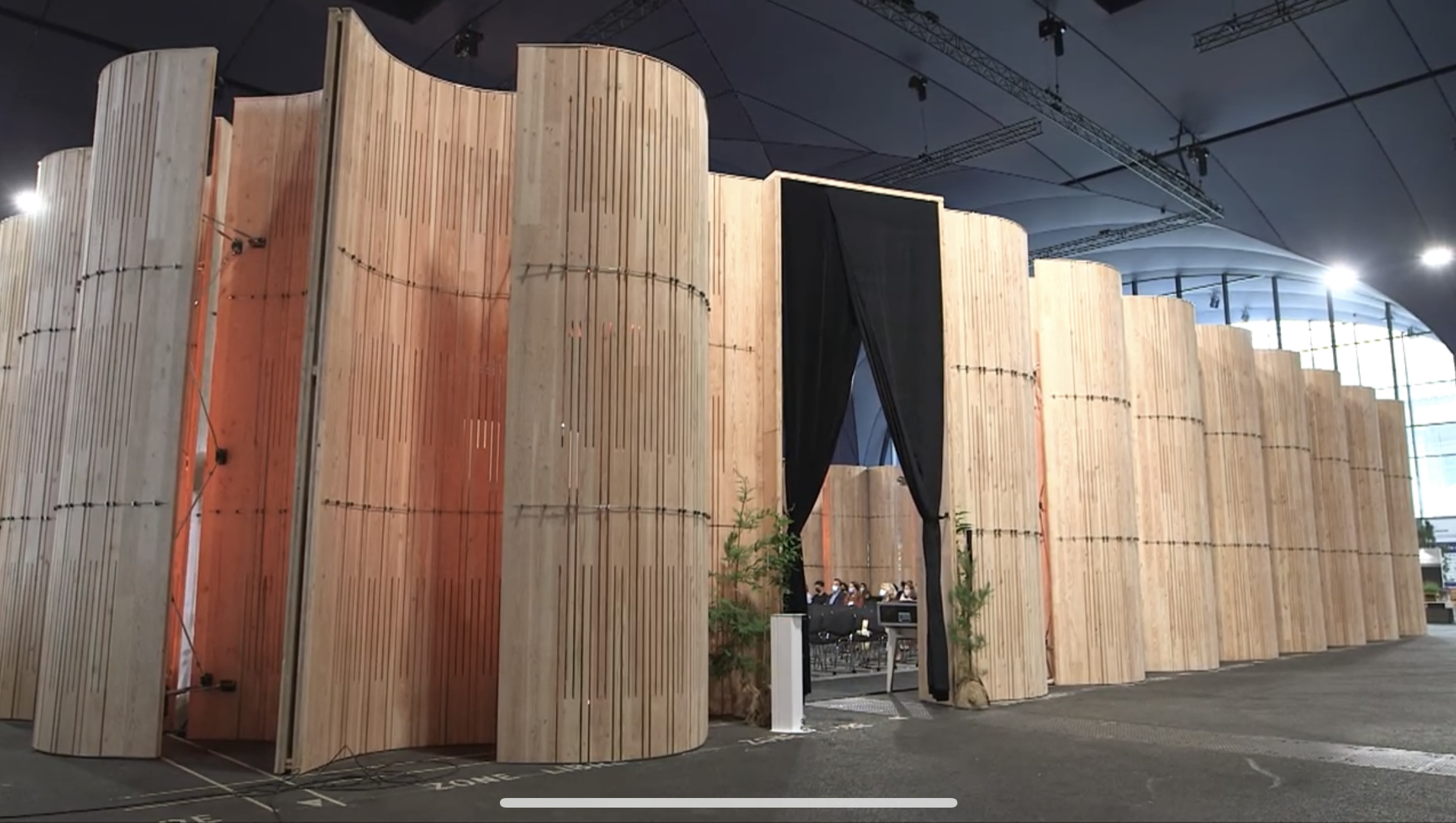
그랑 팔레 에페메르의 임시 강당

## 목재 건축물
장 뤽 산도스는 대규모 목재 패널 작업과 고경간 구조물 작업을 포함하여 모든 유형의 건축에 목재를 사용한다.  그의 엔지니어링 사무실의 계산과 혁신에 대한 탐색은 그가 범위와 높이 측면뿐만 아니라 단열 및 방음 특성 측면에서도 새로운 기록을 세우는 데 도움이 되었다. 그는 또한 건설과 관련된 이산화탄소 배출을 줄일 수 있어 수많은 표창을 받은 경력이 있다.

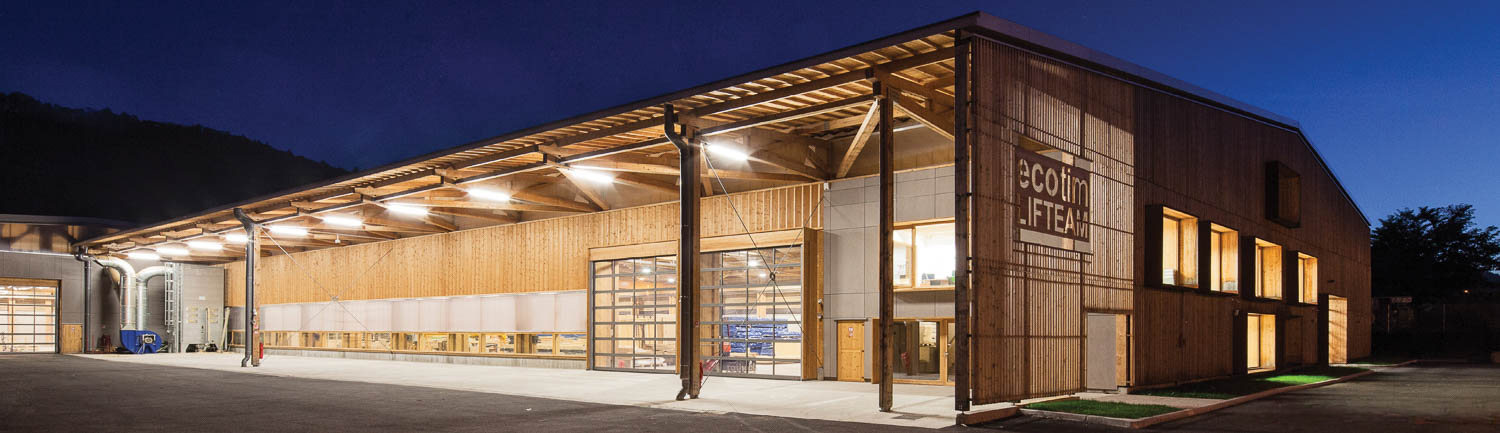
Ecotim II - 36m 경간과 9t 브리지 크레인을 갖춘 산업 건물, 2011 - Amiot Lombard 건축사
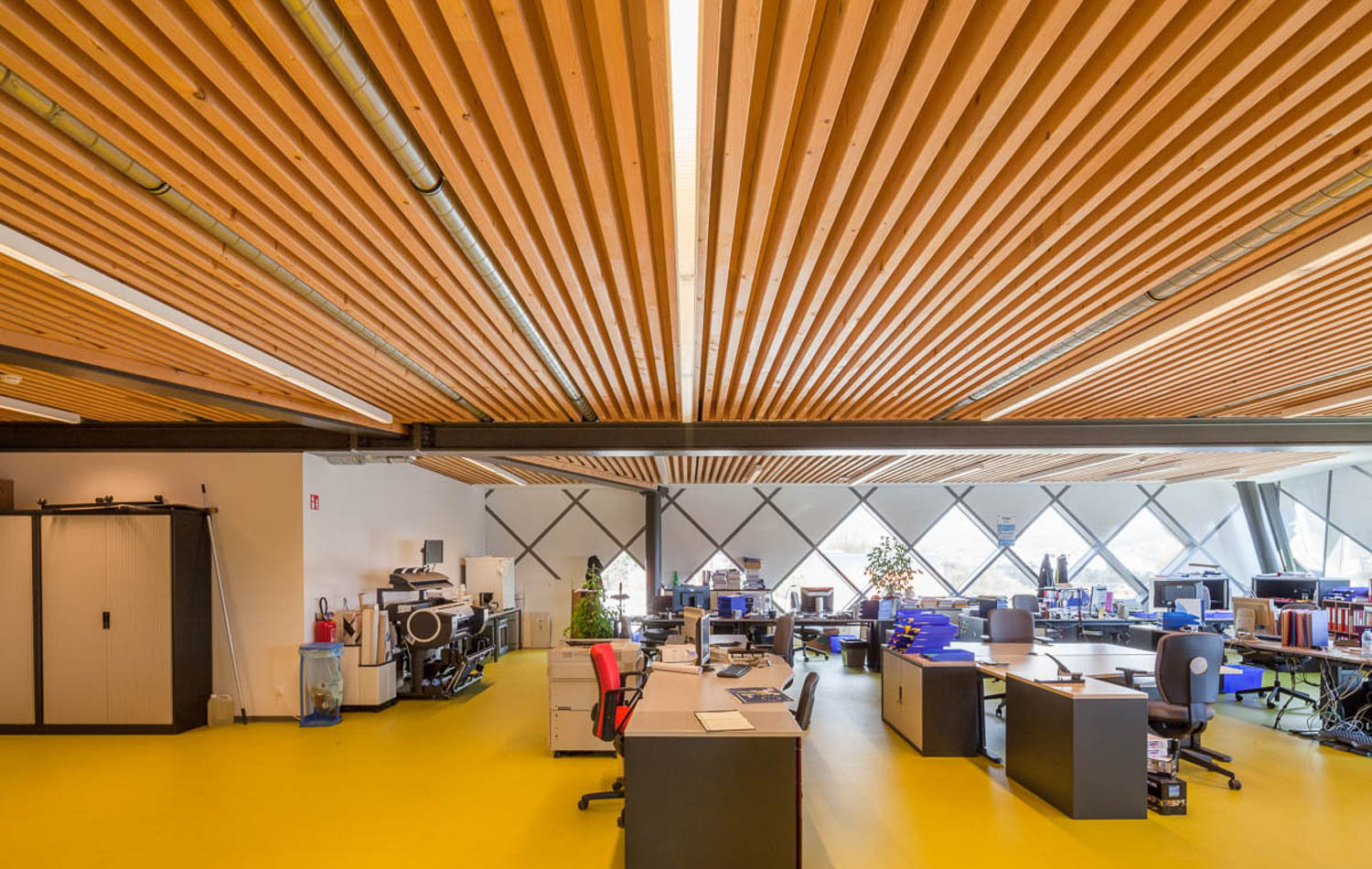
Herstal 시청, 노출된 목재-콘크리트 복합 바닥, 2017 - 프레데릭 하에세보츠 건축사
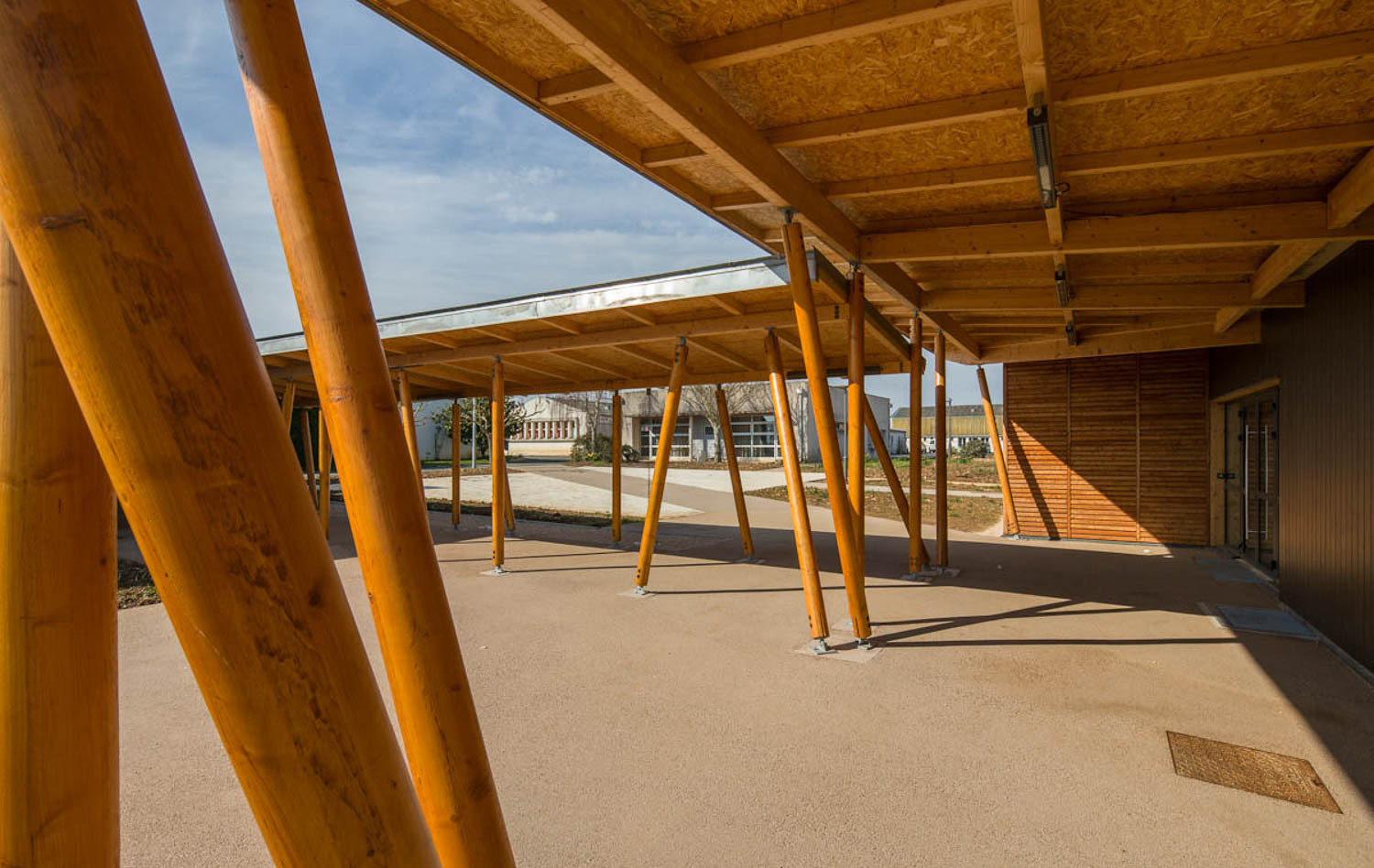
뤼송의 체육관, 벤데 주, 2013 - 건축가 프레데릭 폰트노 (Frédéric Fonteneau)
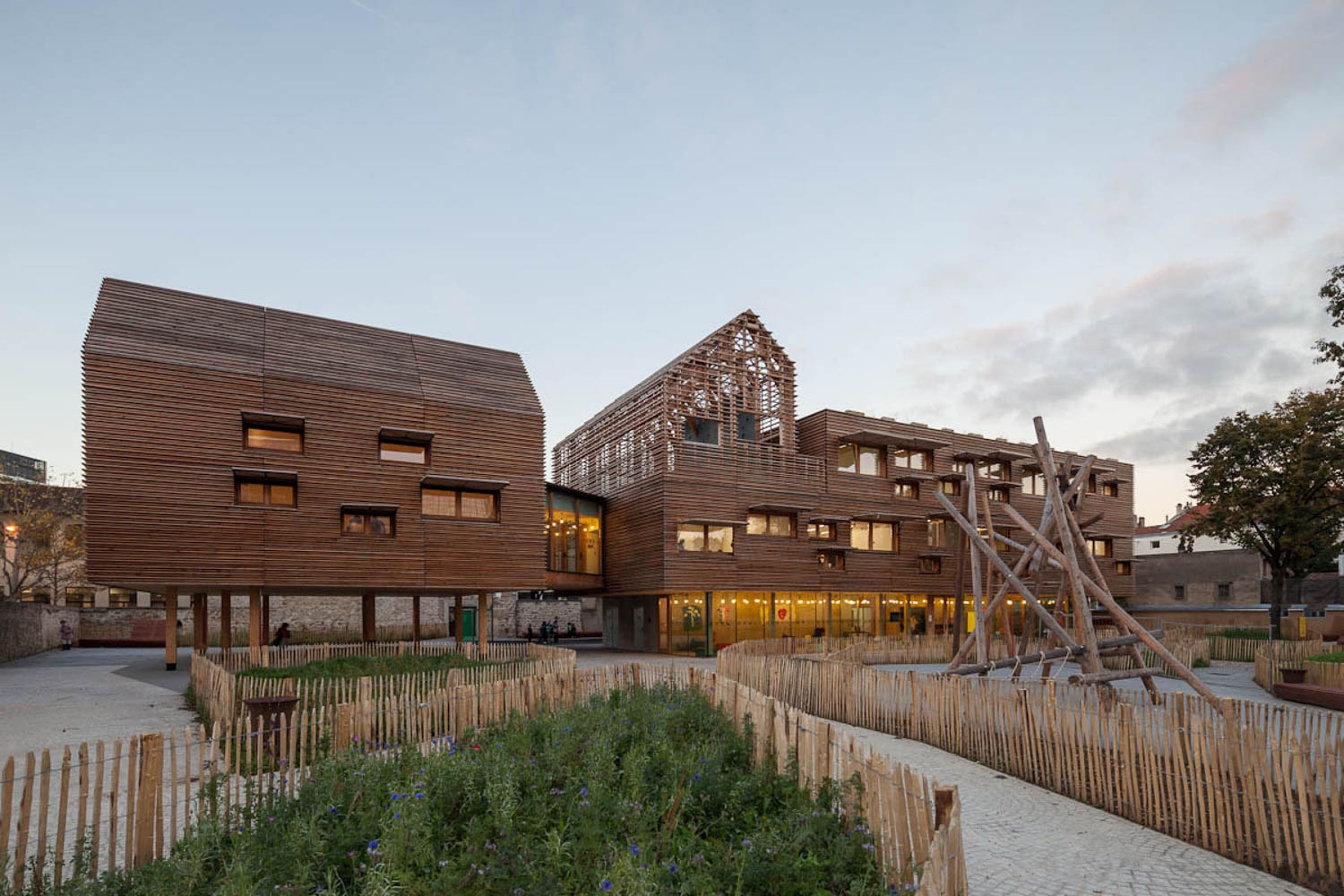
Courbevoie의 어린이집, 2013 - K-Architecture
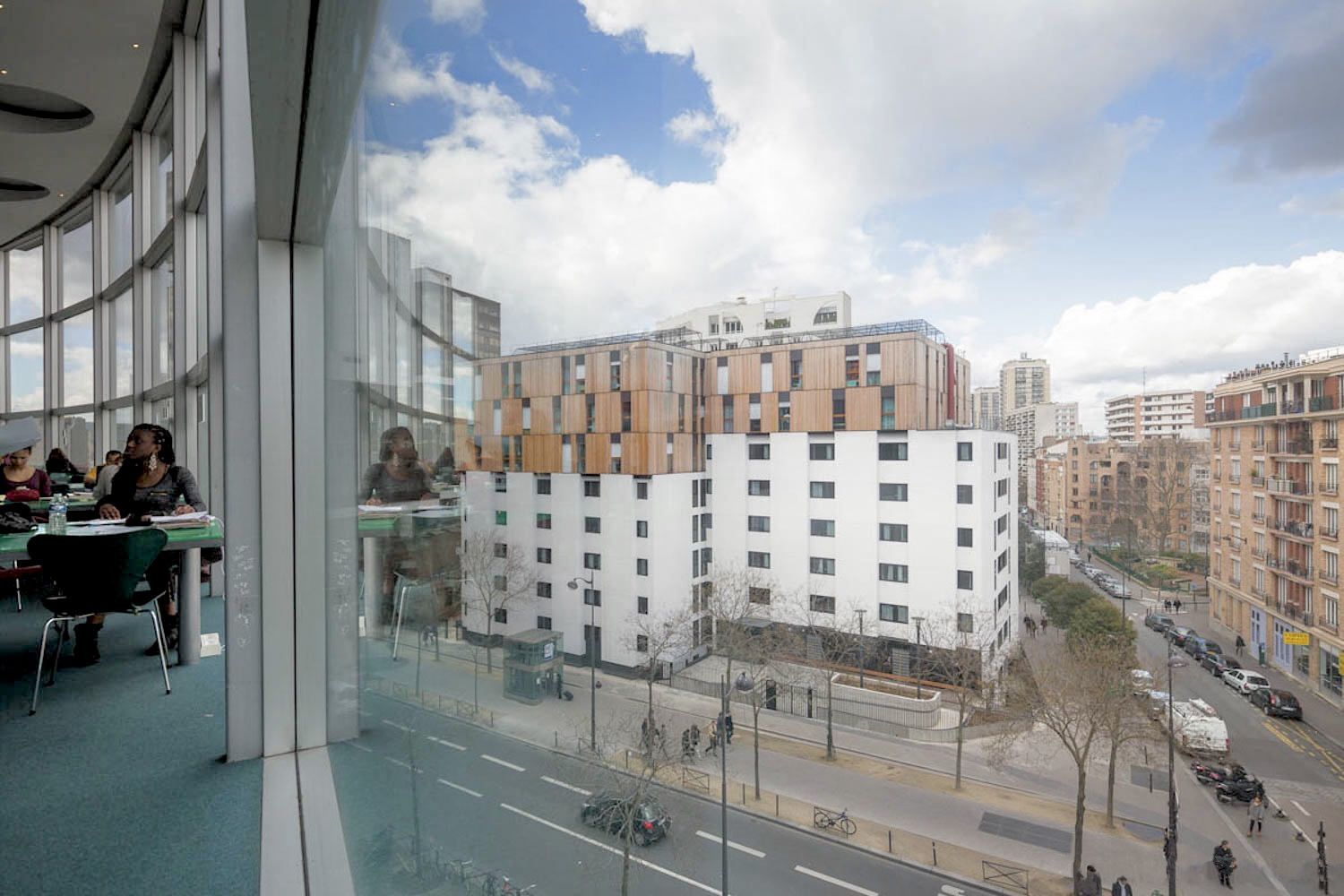
목조 확장 건물 Paris-Tolbiac, 2013 - Atelier Marie Schweitzer
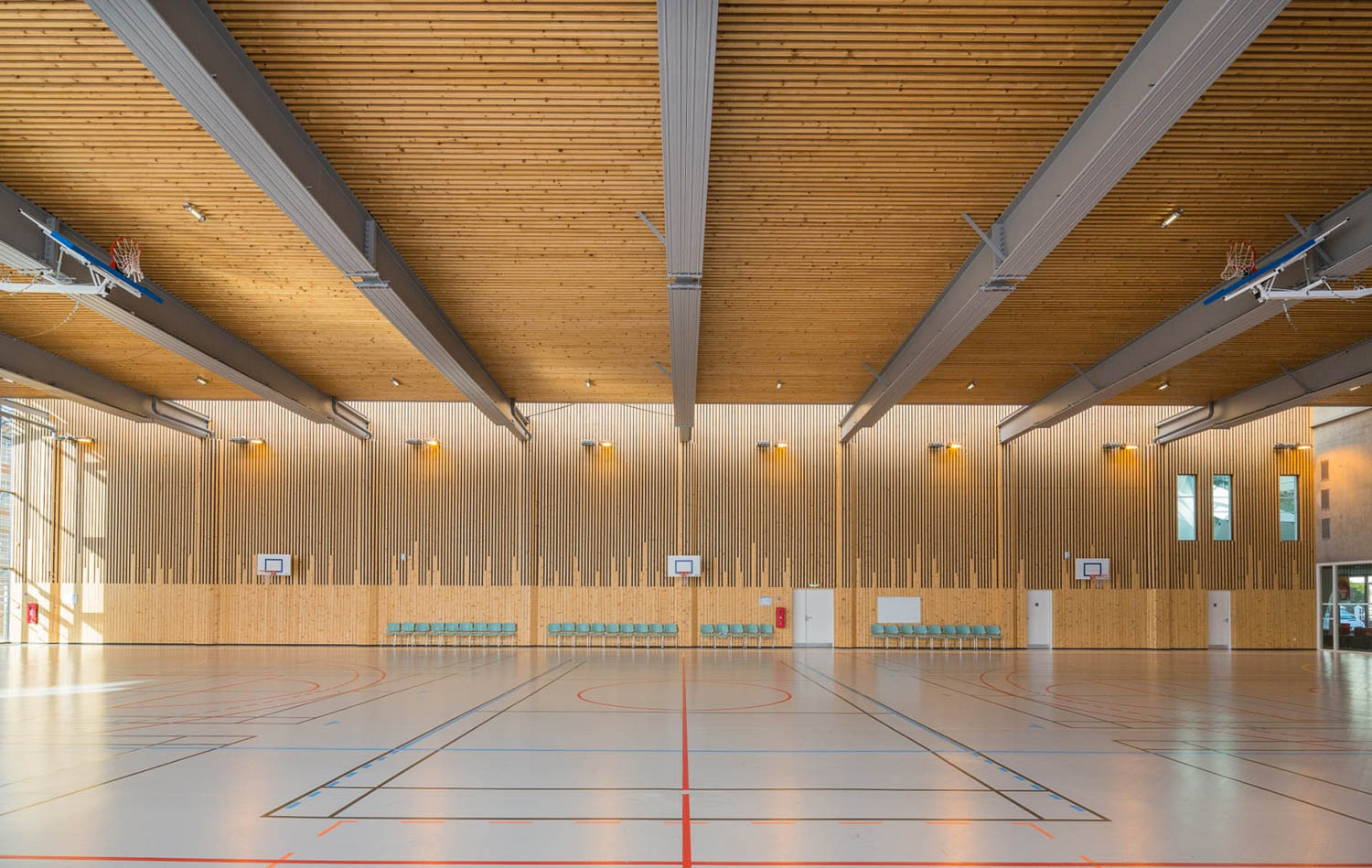
목재 체육관, Villeneuve-la-Garenne, 특수 외장재, 미리 무늬가 새겨진 목재 패널로 된 외관, 2011 - Tessier Poncelet 건축사
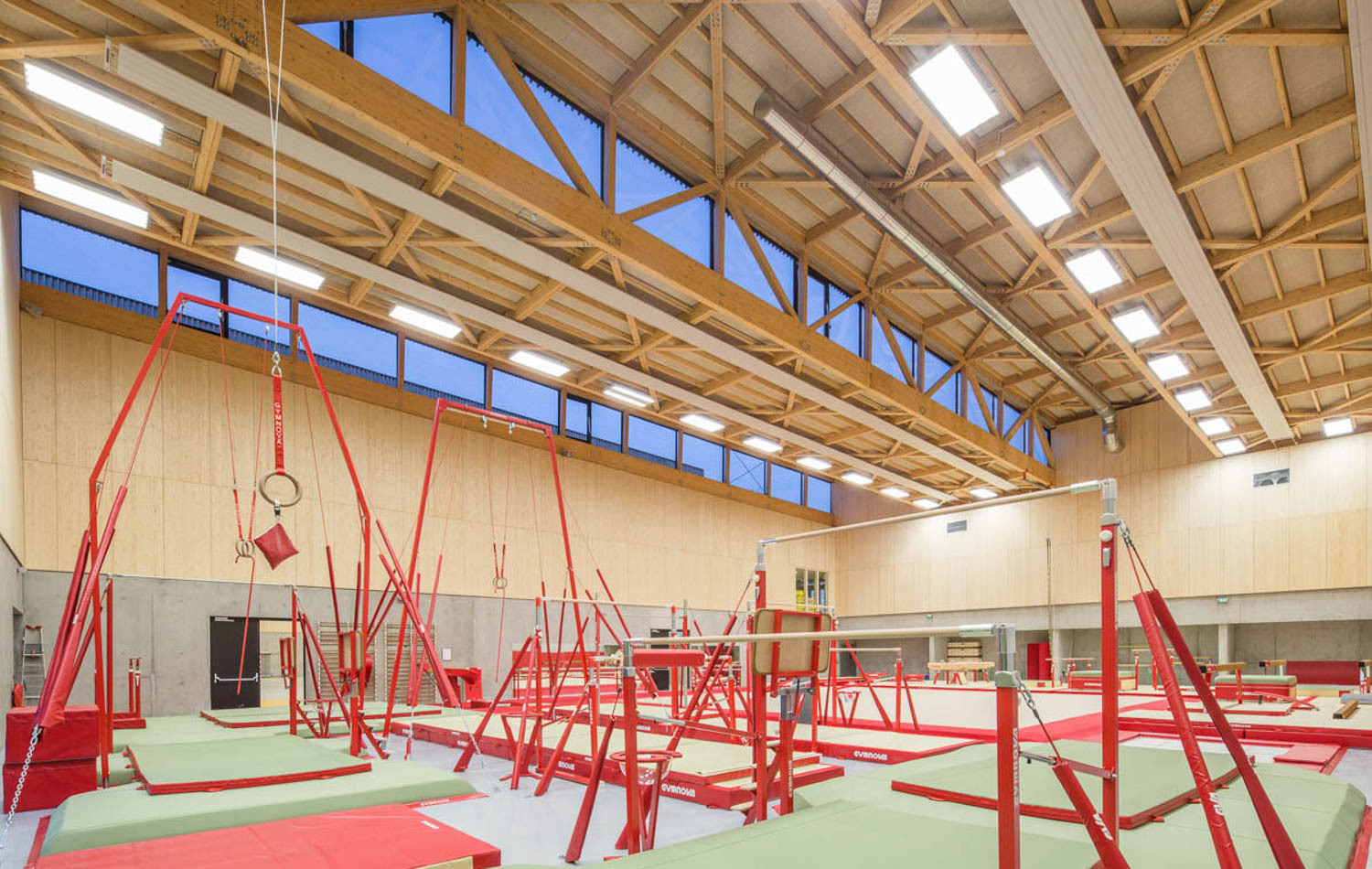
Hacine-Chérifi 목재 체육관, 2015년 World Architecture News Award 수상 - Tectoniques Architecture
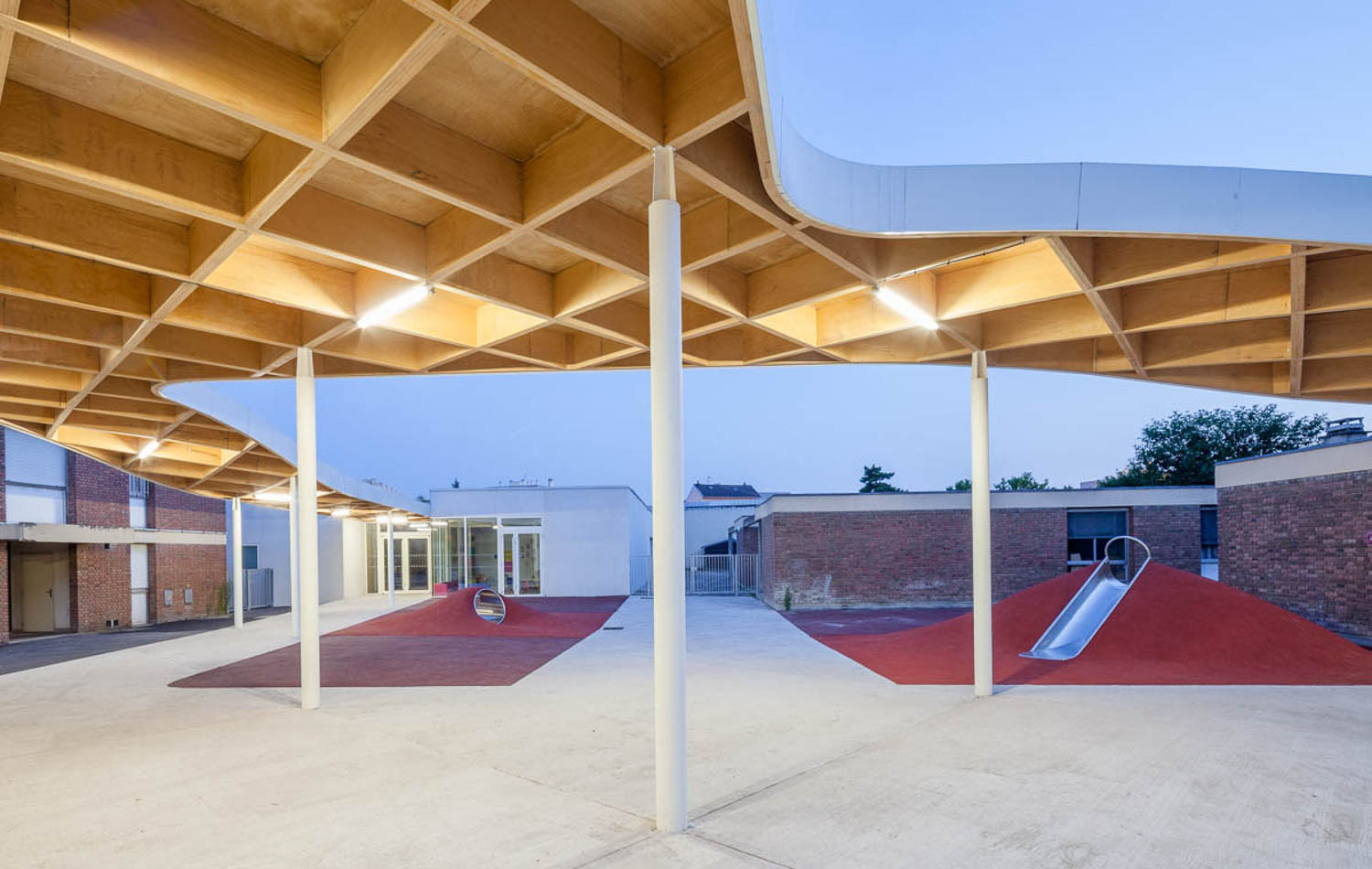
Charlie Chaplin 학교, 건축에 비치재의 첫 사용, 2014 - SAM Architecture와 Pollmeier Massivholz 협력
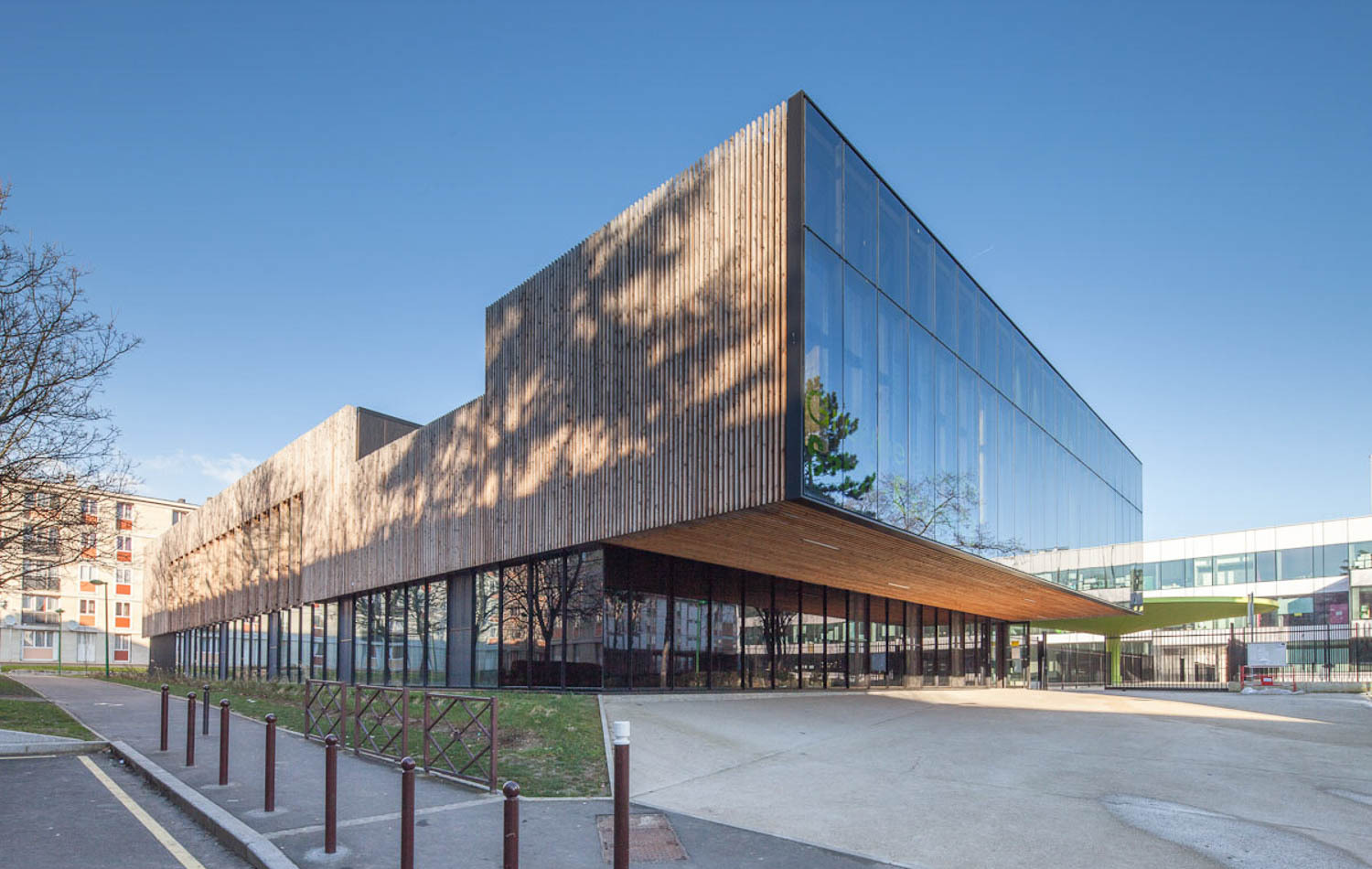
Saint-Exupéry 학교 그룹, Sarcelles, 2011 - Gaëtan Le Penhuel 건축사
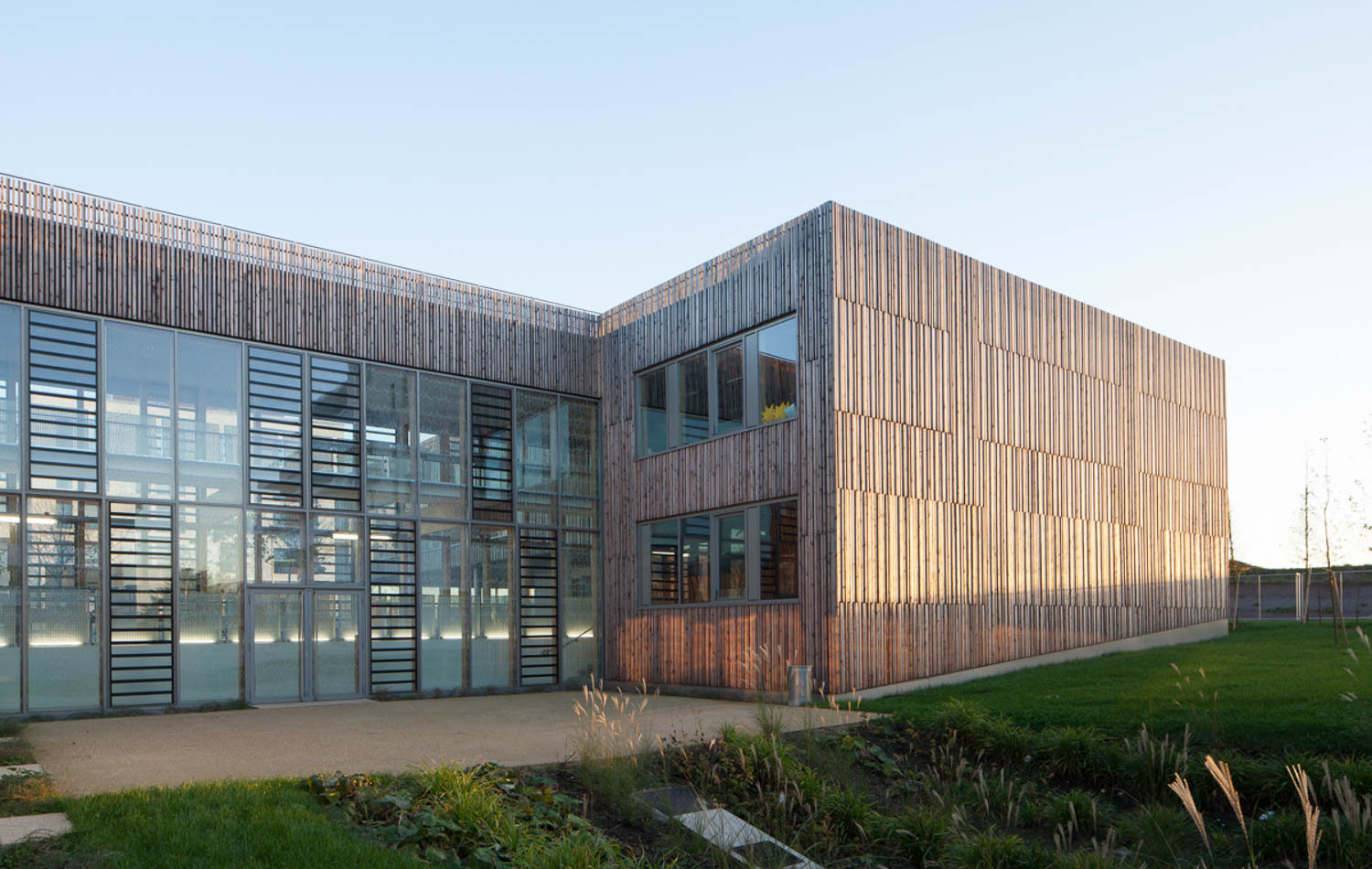
학교 그룹, Brétigny-sur-Orge, 2013 - TOA Architects
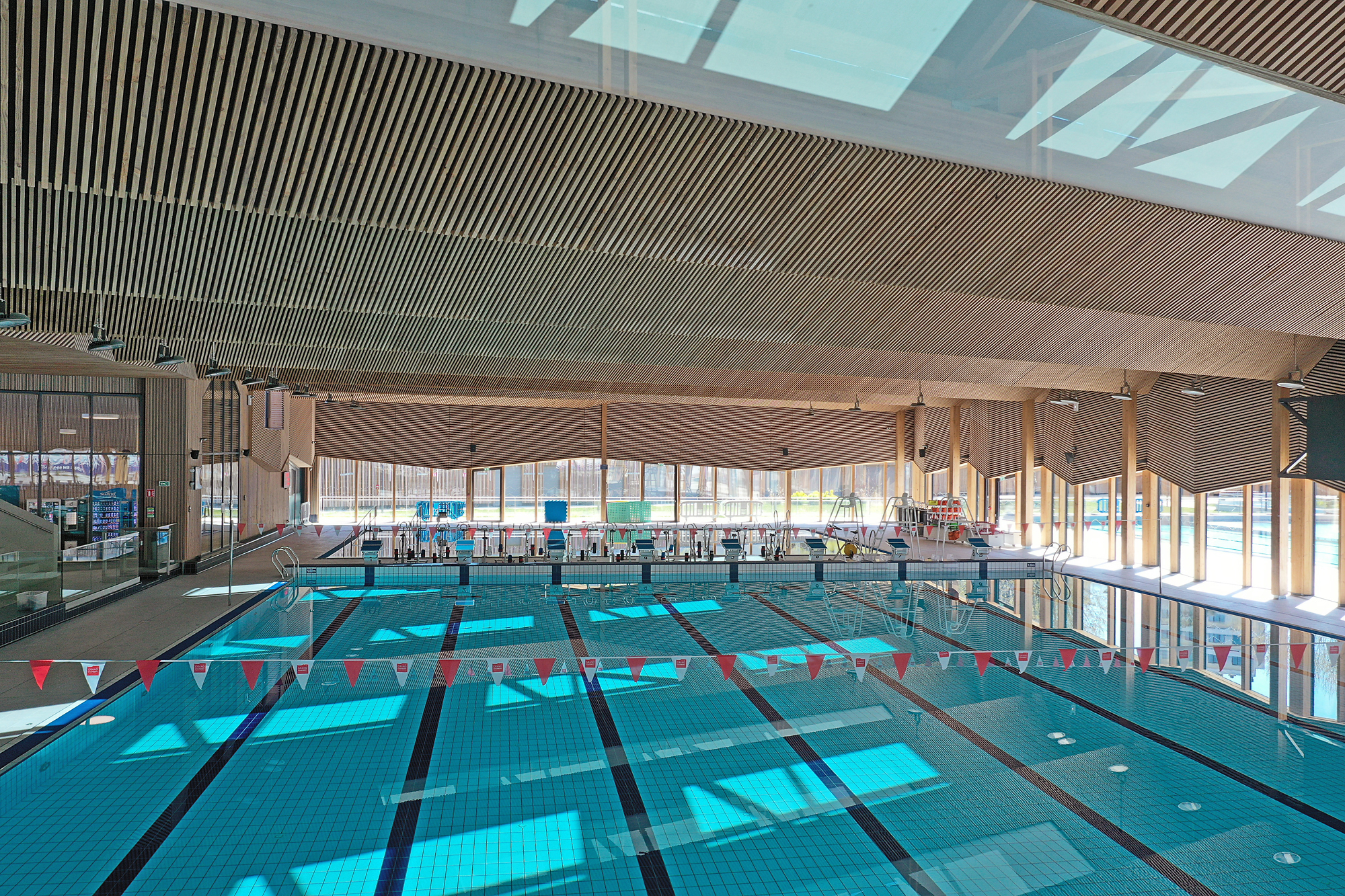
샹베리 대도시의 수영장, 2020 - ALN Atelien Architecture
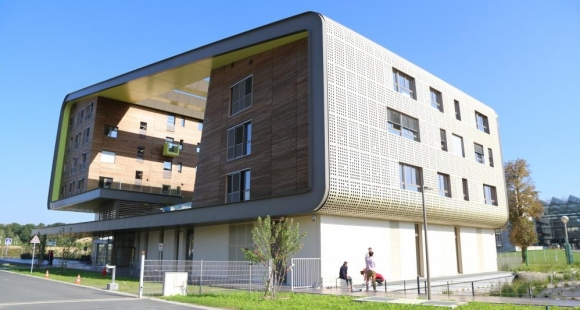
ENPC의 패시브 건물

## 출판물

### 선집
- Julius Natterer, Martial Rey, Maurice Fiaux와 함께: Construction en Bois, 재료, 기술 및 치수. 시리즈: Traité de Génie Civil de l'École polytechnique fédérale de Lausanne. 13권. 로잔 1996년, 새 판 2005, ISBN 978-2-88074-609-4 .

### 게시물
- MH보일러를 이용한 각형 가문비나무 목재의 강도선별 효율에 관한 연구. 유럽 표준 비교(1부). In: 유럽 목재 및 목재 제품 저널. 목재를 원료 및 재료로 사용. 47권. 1989년 7월, doi:10.1007/BF02610461  , pp. 279–284.
- MH 보일러 사용: 분류 매개변수의 클래스 경계에 대한 영향(2부). In: 유럽 목재 및 목재 제품 저널. 목재를 원료 및 재료로 사용. 1989년 8월 47일자. doi:10.1007/BF02610546  , pp. 323–327.
- 초음파를 이용한 건축용 목재의 등급 결정. 에서: 목재 과학 및 기술. 1989년 2월 23일자. doi:10.1007/BF00350611  , pp. 95–108.
- 굽힘 시험에서 원추형 원목에 대한 형태 및 처리 효과를 테스트. 자세히: 목재 과학 및 기술. 1991년 3월 25일자. doi:10.1007/BF00223471  , pp. 203–214.

## 수상 내역
- 2016: 기업 기술 관리자 분야 건축 아카데미 메달
- 2020: 낭시 Nancy 비즈니스 부문 La Canopée 대회 우승